# 2024 WBSCプレミア12
2024 WBSCプレミア12（ダブリュービーエスシー プレミアトゥエルブ、英語: 2024 WBSC Premier12）は、世界野球ソフトボール連盟（WBSC）主催により2024年に開催された野球の国際大会、WBSCプレミア12の第3回大会である。日本では「WBSC世界野球プレミア12」（ダブリュービーエスシーせかいやきゅう プレミアじゅうに）とも表記される。
なお、WBSCはインターネット関連産業のラグザス（大阪市）とグローバルスポンサー契約を結ぶとともに、今大会を含むWBSC公認の世界規模の大会においてのタイトルパートナー契約を締結。本大会もタイトルパートナー（特別協賛社）に就任し、大会名称をラグザス presents 第3回WBSCプレミア12（英語: III WBSC Premier12 presented by RAXUS）として開催された。
当初は前回大会よりも参加チームを増やして2023年に開催される予定であったが、1年延期したうえで従来通りの12チームの参加により行われた。
本大会では、チャイニーズタイペイが主要国際大会での初優勝を遂げた。

## 大会概要
主催
- 世界野球ソフトボール連盟（WBSC）

日程
- 2024年11月9日 - 11月24日

開催国・地域
- メキシコ（オープニングラウンド）
- 中華民国（台湾）（オープニングラウンド）
- 日本（オープニングラウンド・スーパーラウンド・3位決定戦・決勝）

出場国・地域
- 12か国・地域（2023年末までのWBSC世界ランキング（男子野球）上位12か国・地域を招待）

試合数
- 38試合（オープニングラウンド 30試合／スーパーラウンド 6試合／3位決定戦・決勝 2試合）

運営委託
- 日本野球機構（NPB）

特別協賛
- ラグザス

グローバルスポンサー
- コナミデジタルエンタテインメント
- ラグザス
- 興和
- NIPPON EXPRESSホールディングス
- 大創産業[注 1]
- 花王[注 1]

日本ラウンドスポンサー
- 三菱UFJ銀行[3][4]
- 日本コカ･コーラ
- 読売新聞社
- ローソンエンタテインメント
- 日本航空[5]
- ファナティクス[5]

公式サプライヤー
- エスエスケイ
- Synergy Sports（英語版）
- Corpay（英語版）
- Trackman

## 大会ルール
参考
- 代表資格

当該国の有効なパスポートの保持
- 使用球

WBSC公認球（エスエスケイ社製）
- ラウンド方式

オープニングラウンドは、12チームを2グループ6チームに分けてラウンドロビン（総当り戦）を行い、各グループ上位2チームがスーパーラウンド進出。スーパーラウンドは、4チームでラウンドロビン（総当り戦）を行い、1・2位が決勝、3・4位が3位決定戦に進出。オープニングラウンドの結果は持ち越さない。スーパーラウンド・決勝・3位決定戦の先攻後攻は、前ラウンドでの順位、WBSC世界ランキングの順に適用し、高い方を後攻とする。
- イニング：9回制
- 延長戦：10回以降タイブレーク方式（無死一・二塁、継続打順で開始）、引き分けなしの完全決着制。
- コールドゲーム：オープニングラウンドのみ、5回以降15点差、7回以降10点差でコールドゲーム。
- 指名打者（DH）制：採用
- ピッチクロック：無走者時20秒
- ビデオ判定：チャレンジ制度あり（各試合1回、判定が覆った場合は回数は消費されない。延長戦時はさらに1回。）
- オープニングラウンド・スーパーラウンドの順位決定方法（同じ勝敗数で終了した場合）

1. 該当チームの直接対決の成績
2. 該当チーム間対戦のTQB[注 2]の高い順
3. 該当チーム間対戦のER-TQB[注 3]の高い順
4. 該当チーム間対戦の打率
5. コイントス

## 開催地
参考
| グループA                             | グループA                                       | グループB                          |
| ------------------------------------- | ----------------------------------------------- | ---------------------------------- |
| サポパン                              | テピク                                          | 名古屋                             |
| エスタディオ・ チャロス・デ・ハリスコ | エスタディオ・デ・ベイスボル・ サンタ・テレシタ | バンテリンドーム ナゴヤ            |
| 収容人数: 16,500人                    | 収容人数: 9,480人                               | 収容人数: 36,418人                 |
|                                       |                                                 |                                    |
| グループB                             | グループB                                       | スーパーラウンド、3位決定戦・決勝  |
| 台北                                  | 台北                                            | 東京                               |
| 台北ドーム                            | 天母スタジアム                                  | 東京ドーム                         |
| 収容人数: 40,071人                    | 収容人数: 10,000人                              | 収容人数: 46,000人                 |
|                                       |                                                 | バックスクリーン改修前の東京ドーム |

## 大会の進行

### 出場国・地域と日程
| 招待順位 | 出場国・地域         | 所属連盟     | 出場回数 | 過去最高位 |
| -------- | -------------------- | ------------ | -------- | ---------- |
| 1        | 日本                 | アジア       | 3        | 優勝       |
| 2        | メキシコ             | 南北アメリカ | 3        | 3位        |
| 3        | アメリカ合衆国       | 南北アメリカ | 3        | 準優勝     |
| 4        | 韓国                 | アジア       | 3        | 優勝       |
| 5        | チャイニーズタイペイ | アジア       | 3        | 5位        |
| 6        | ベネズエラ           | 南北アメリカ | 3        | 7位        |
| 7        | オランダ             | ヨーロッパ   | 3        | 7位        |
| 8        | キューバ             | 南北アメリカ | 3        | 6位        |
| 9        | ドミニカ共和国       | 南北アメリカ | 3        | 7位        |
| 10       | パナマ               | 南北アメリカ | 初       | -          |
| 11       | オーストラリア       | オセアニア   | 2        | 6位        |
| 12       | プエルトリコ         | 南北アメリカ | 3        | 8位        |

| メキシコ アメリカ合衆国 ベネズエラ オランダ パナマ プエルトリコ |

| グループA 1位 ベネズエラ グループA 2位 アメリカ合衆国 グループB 1位 日本 グループB 2位 チャイニーズタイペイ |

| スーパーラウンド 1位 日本 スーパーラウンド 2位 チャイニーズタイペイ |

| スーパーラウンド 3位 ベネズエラ スーパーラウンド 4位 アメリカ合衆国 |

| 日本 韓国 チャイニーズタイペイ キューバ ドミニカ共和国 オーストラリア |

| - ()内は日付。全て現地時間。 - 枠外は開催都市。枠内は出場国・地域。太字は各組勝利国・地域。 - オープニングラウンド・スーパーラウンドは総当たりリーグ戦で試合を行う。 |

### オープニングラウンド

#### グループA
- 会場： サポパン／エスタディオ・チャロス・デ・ハリスコ
- 会場： テピク／エスタディオ・デ・ベイスボル・サンタ・テレシタ
- 試合日時はエスタディオ・チャロス・デ・ハリスコが中部標準時（UTC-6）、エスタディオ・デ・ベイスボル・サンタ・テレシタが山岳部標準時（UTC-7）

| 順位 | チーム名       | ベネズエラの旗 | アメリカ合衆国の旗 | パナマの旗 | メキシコの旗 | オランダの旗 | プエルトリコの旗 | 勝数 | 敗数 | 得点 | 失点 |
| ---- | -------------- | -------------- | ------------------ | ---------- | ------------ | ------------ | ---------------- | ---- | ---- | ---- | ---- |
| 1    | ベネズエラ     | -              | ○5-3               | ●2-4       | ○8-4         | ○11-0        | ○5-2             | 4    | 1    | 31   | 13   |
| 2    | アメリカ合衆国 | ●3-5           | -                  | ○9-3       | ○12-2        | ○12-2        | ●0-1             | 3    | 2    | 36   | 13   |
| 3    | パナマ         | ○4-2           | ●3-9               | -          | ○3-2         | ●8-9         | ○4-3             | 3    | 2    | 22   | 25   |
| 4    | メキシコ       | ●4-8           | ●2-12              | ●2-3       | -            | ○8-6         | ○7-5             | 2    | 3    | 23   | 34   |
| 5    | オランダ       | ●0-11          | ●2-12              | ○9-8       | ●6-8         | -            | ○20-8            | 2    | 3    | 37   | 47   |
| 6    | プエルトリコ   | ●2-5           | ○1-0               | ●3-4       | ●5-7         | ●8-20        | -                | 1    | 4    | 19   | 36   |

| 日程           | 試合開始 | 先攻           | スコア | 後攻           | 回 | 会場                                           | 試合時間  | 観客動員 | 試合詳細 |
| -------------- | -------- | -------------- | ------ | -------------- | -- | ---------------------------------------------- | --------- | -------- | -------- |
| 2024年11月9日  | 13:00    | パナマ         | 8–9    | オランダ       | 10 | エスタディオ・チャロス・デ・ハリスコ           | 3時間29分 | 347人    | Boxscore |
| 2024年11月9日  | 16:00    | プエルトリコ   | 1–0    | アメリカ合衆国 |    | エスタディオ・デ・ベイスボル・サンタ・テレシタ | 3時間07分 | 7,820人  | Boxscore |
| 2024年11月9日  | 20:00    | ベネズエラ     | 8–4    | メキシコ       |    | エスタディオ・チャロス・デ・ハリスコ           | 3時間24分 | 9,758人  | Boxscore |
| 2024年11月10日 | 13:00    | ベネズエラ     | 2–4    | パナマ         |    | エスタディオ・チャロス・デ・ハリスコ           | 2時間36分 | 414人    | Boxscore |
| 2024年11月10日 | 16:00    | オランダ       | 2–12   | アメリカ合衆国 | 8  | エスタディオ・デ・ベイスボル・サンタ・テレシタ | 2時間32分 | 5,133人  | Boxscore |
| 2024年11月10日 | 20:00    | メキシコ       | 7–5    | プエルトリコ   |    | エスタディオ・チャロス・デ・ハリスコ           | 3時間32分 | 2,921人  | Boxscore |
| 2024年11月11日 | 19:00    | アメリカ合衆国 | 3–5    | ベネズエラ     |    | エスタディオ・デ・ベイスボル・サンタ・テレシタ | 2時間52分 | 7,018人  | Boxscore |
| 2024年11月11日 | 20:00    | パナマ         | 3–2    | メキシコ       |    | エスタディオ・チャロス・デ・ハリスコ           | 3時間09分 | 1,921人  | Boxscore |
| 2024年11月12日 | 19:00    | パナマ         | 3–9    | アメリカ合衆国 |    | エスタディオ・デ・ベイスボル・サンタ・テレシタ | 3時間12分 | 4,320人  | Boxscore |
| 2024年11月12日 | 20:00    | オランダ       | 20–8   | プエルトリコ   | 7  | エスタディオ・チャロス・デ・ハリスコ           | 2時間46分 | 622人    | Boxscore |
| 2024年11月13日 | 13:00    | プエルトリコ   | 2–5    | ベネズエラ     |    | エスタディオ・デ・ベイスボル・サンタ・テレシタ | 2時間53分 | 533人    | Boxscore |
| 2024年11月13日 | 20:00    | メキシコ       | 8–6    | オランダ       |    | エスタディオ・チャロス・デ・ハリスコ           | 3時間20分 | 2,257人  | Boxscore |
| 2024年11月14日 | 13:00    | オランダ       | 0–11   | ベネズエラ     | 7  | エスタディオ・チャロス・デ・ハリスコ           | 1時間59分 | 239人    | Boxscore |
| 2024年11月14日 | 19:00    | プエルトリコ   | 3–4    | パナマ         |    | エスタディオ・デ・ベイスボル・サンタ・テレシタ | 2時間52分 | 7,240人  | Boxscore |
| 2024年11月14日 | 20:00    | アメリカ合衆国 | 12–2   | メキシコ       | 7  | エスタディオ・チャロス・デ・ハリスコ           | 2時間45分 | 9,721人  | Boxscore |

#### グループB
- 会場： 名古屋／バンテリンドーム ナゴヤ
- 会場： 台北／台北ドーム
- 会場： 台北／天母スタジアム
- 試合日時は初戦のみ日本標準時（UTC+9）、以降台湾標準時（UTC+8）

| 順位 | チーム名             | 日本の旗 | チャイニーズタイペイの旗 | 大韓民国の旗 | オーストラリアの旗 | ドミニカ共和国の旗 | キューバの旗 | 勝数 | 敗数 | 得点 | 失点 | TQB     |
| ---- | -------------------- | -------- | ------------------------ | ------------ | ------------------ | ------------------ | ------------ | ---- | ---- | ---- | ---- | ------- |
| 1    | 日本                 | -        | ○3-1                     | ○6-3         | ○9-3               | ○11-3              | ○7-6         | 5    | 0    | 36   | 16   | -       |
| 2    | チャイニーズタイペイ | ●1-3     | -                        | ○6-3         | ○11-3              | ○2-1               | ○2-0         | 4    | 1    | 22   | 10   | -       |
| 3    | 韓国                 | ●3-6     | ●3-6                     | -            | ○5-2               | ○9-6               | ○8-4         | 3    | 2    | 28   | 24   | -       |
| 4    | オーストラリア       | ●3-9     | ●3-11                    | ●2-5         | -                  | ○5-0               | ●3-4         | 1    | 4    | 16   | 29   | +0.2353 |
| 5    | ドミニカ共和国       | ●3-11    | ●1-2                     | ●6-9         | ●0-5               | -                  | ○6-1         | 1    | 4    | 16   | 28   | -0.0196 |
| 6    | キューバ             | ●6-7     | ●0-2                     | ●4-8         | ○4-3               | ●1-6               | -            | 1    | 4    | 15   | 26   | -0.2059 |

| 日程           | 試合開始 | 先攻                 | スコア | 後攻                 | 回 | 会場                    | 試合時間  | 観客動員 | 試合詳細 |
| -------------- | -------- | -------------------- | ------ | -------------------- | -- | ----------------------- | --------- | -------- | -------- |
| 2024年11月13日 | 19:00    | オーストラリア       | 3–9    | 日本                 |    | バンテリンドーム ナゴヤ | 3時間13分 | 30,691人 | Boxscore |
| 2024年11月13日 | 18:30    | ドミニカ共和国       | 6–1    | キューバ             |    | 天母スタジアム          | 3時間09分 | 255人    | Boxscore |
| 2024年11月13日 | 18:30    | 韓国                 | 3–6    | チャイニーズタイペイ |    | 台北ドーム              | 2時間56分 | 39,000人 | Boxscore |
| 2024年11月14日 | 18:00    | キューバ             | 4–8    | 韓国                 |    | 天母スタジアム          | 3時間16分 | 2,225人  | Boxscore |
| 2024年11月14日 | 18:30    | チャイニーズタイペイ | 2–1    | ドミニカ共和国       |    | 台北ドーム              | 3時間00分 | 25,000人 | Boxscore |
| 2024年11月15日 | 15:00    | ドミニカ共和国       | 0–5    | オーストラリア       |    | 天母スタジアム          | 2時間41分 | 1,112人  | Boxscore |
| 2024年11月15日 | 18:30    | 韓国                 | 3–6    | 日本                 |    | 台北ドーム              | 3時間31分 | 20,028人 | Boxscore |
| 2024年11月16日 | 15:00    | オーストラリア       | 3–4    | キューバ             |    | 天母スタジアム          | 3時間19分 | 1,418人  | Boxscore |
| 2024年11月16日 | 18:00    | 日本                 | 3–1    | チャイニーズタイペイ |    | 台北ドーム              | 3時間19分 | 34,882人 | Boxscore |
| 2024年11月16日 | 18:30    | ドミニカ共和国       | 6–9    | 韓国                 |    | 天母スタジアム          | 3時間36分 | 3,387人  | Boxscore |
| 2024年11月17日 | 18:00    | キューバ             | 6–7    | 日本                 |    | 天母スタジアム          | 4時間07分 | 4,955人  | Boxscore |
| 2024年11月17日 | 18:30    | チャイニーズタイペイ | 11–3   | オーストラリア       |    | 台北ドーム              | 4時間07分 | 34,166人 | Boxscore |
| 2024年11月18日 | 12:00    | オーストラリア       | 2–5    | 韓国                 |    | 天母スタジアム          | 3時間21分 | 1,799人  | Boxscore |
| 2024年11月18日 | 18:00    | 日本                 | 11–3   | ドミニカ共和国       |    | 天母スタジアム          | 3時間22分 | 2,572人  | Boxscore |
| 2024年11月18日 | 18:30    | キューバ             | 0–2    | チャイニーズタイペイ |    | 台北ドーム              | 2時間59分 | 30,924人 | Boxscore |

### スーパーラウンド
- 会場： 東京／東京ドーム
- 試合日時は日本標準時（UTC+9）

| 順位 | チーム名             | 日本の旗 | チャイニーズタイペイの旗 | ベネズエラの旗 | アメリカ合衆国の旗 | 勝数 | 敗数 | 得点 | 失点 | TQB     |
| ---- | -------------------- | -------- | ------------------------ | -------------- | ------------------ | ---- | ---- | ---- | ---- | ------- |
| 1    | 日本                 | -        | ○9-6                     | ○9-6           | ○9-1               | 3    | 0    | 27   | 13   | -       |
| 2    | チャイニーズタイペイ | ●6-9     | -                        | ●0-2           | ○8-2               | 1    | 2    | 14   | 13   | +0.2092 |
| 3    | ベネズエラ           | ●6-9     | ○2-0                     | -              | ●5-6               | 1    | 2    | 13   | 15   | +0.0784 |
| 4    | アメリカ合衆国       | ●1-9     | ●2-8                     | ○6-5           | -                  | 1    | 2    | 9    | 22   | -0.2778 |

| 日程           | 試合開始 | 先攻                 | スコア | 後攻           | 回 | 会場       | 試合時間  | 観客動員 | 試合詳細 |
| -------------- | -------- | -------------------- | ------ | -------------- | -- | ---------- | --------- | -------- | -------- |
| 2024年11月21日 | 12:00    | チャイニーズタイペイ | 0–2    | ベネズエラ     |    | 東京ドーム | 2時間39分 | 6,790人  | Boxscore |
| 2024年11月21日 | 19:00    | アメリカ合衆国       | 1–9    | 日本           |    | 東京ドーム | 3時間07分 | 25,428人 | Boxscore |
| 2024年11月22日 | 12:00    | チャイニーズタイペイ | 8–2    | アメリカ合衆国 |    | 東京ドーム | 3時間29分 | 9,472人  | Boxscore |
| 2024年11月22日 | 19:00    | ベネズエラ           | 6–9    | 日本           |    | 東京ドーム | 3時間52分 | 33,300人 | Boxscore |
| 2024年11月23日 | 12:00    | アメリカ合衆国       | 6–5    | ベネズエラ     |    | 東京ドーム | 3時間18分 | 8,868人  | Boxscore |
| 2024年11月23日 | 19:00    | チャイニーズタイペイ | 6–9    | 日本           |    | 東京ドーム | 3時間18分 | 41,674人 | Boxscore |

日本は後述の最終日順位決定戦も含め、先攻後攻に関係なく、1塁側とする。

### 3位決定戦・決勝
- 会場： 東京／東京ドーム
- 試合日時は日本標準時（UTC+9）

| 日程           | 試合開始 | 先攻                 | スコア | 後攻       | 回 | 会場       | 試合時間  | 観客動員 | 試合詳細 |
| -------------- | -------- | -------------------- | ------ | ---------- | -- | ---------- | --------- | -------- | -------- |
| 2024年11月24日 | 12:00    | アメリカ合衆国       | 6–1    | ベネズエラ |    | 東京ドーム | 3時間07分 | 8,386人  | Boxscore |
| 2024年11月24日 | 19:00    | チャイニーズタイペイ | 4–0    | 日本       |    | 東京ドーム | 2時間57分 | 41,827人 | Boxscore |

スーパーラウンドの1位と2位が決勝、3位と4位が3位決定戦進出。

## 最終成績
| 成績   | 国・地域             | 試合 | 勝数 | 敗数 | 勝率 | 得点 | 失点 |
| ------ | -------------------- | ---- | ---- | ---- | ---- | ---- | ---- |
| 優勝   | チャイニーズタイペイ | 9    | 6    | 3    | .667 | 40   | 23   |
| 準優勝 | 日本                 | 9    | 8    | 1    | .889 | 63   | 33   |
| 3位    | アメリカ合衆国       | 9    | 5    | 4    | .556 | 51   | 36   |
| 4位    | ベネズエラ           | 9    | 5    | 4    | .556 | 45   | 34   |
| 5位    | 韓国                 | 5    | 3    | 2    | .600 | 28   | 24   |
| 5位    | パナマ               | 5    | 3    | 2    | .600 | 22   | 25   |
| 7位    | オーストラリア       | 5    | 1    | 4    | .200 | 16   | 29   |
| 7位    | メキシコ             | 5    | 2    | 3    | .400 | 23   | 34   |
| 9位    | ドミニカ共和国       | 5    | 1    | 4    | .200 | 16   | 28   |
| 9位    | オランダ             | 5    | 2    | 3    | .400 | 37   | 47   |
| 11位   | キューバ             | 5    | 1    | 4    | .200 | 15   | 26   |
| 11位   | プエルトリコ         | 5    | 1    | 4    | .200 | 19   | 36   |

## 表彰選手

### 個人賞
| タイトル          | 選出選手                 | 所属球団                     | 成績              |
| ----------------- | ------------------------ | ---------------------------- | ----------------- |
| 最優秀選手（MVP） | 陳傑憲                   | 統一ライオンズ               | 24打数15安打6打点 |
| 首位打者          | 陳傑憲                   | 統一ライオンズ               | .625              |
| 最優秀防御率      | リッチ・ヒル             | フリーエージェント           | 0.00 (10回1/3)    |
| 最高勝率          | 井上温大                 | 読売ジャイアンツ             | 1.000（3勝0敗）   |
| 最多打点          | マット・ショウ           | シカゴ・カブス傘下           | 14打点            |
| 最多本塁打        | ライアン・ウォード       | ロサンゼルス・ドジャース傘下 | 5本               |
| 最多盗塁          | チャンドラー・シンプソン | タンパベイ・レイズ傘下       | 9盗塁             |
| 最多得点          | 森下翔太                 | 阪神タイガース               | 13得点            |
| 最優秀守備        | 陳傑憲                   | 統一ライオンズ               |                   |

### オール・ワールド・チーム（ベストナイン）
| 守備位置     | 選出選手                 | 所属球団                               |
| ------------ | ------------------------ | -------------------------------------- |
| 投手（先発） | リッチ・ヒル             | フリーエージェント                     |
| 投手（救援） | オダニエ・モスクエダ     | ニューヨーク・ヤンキース傘下           |
| 捕手         | 坂倉将吾                 | 広島東洋カープ                         |
| 一塁手       | カルロス・ペレス         | シカゴ・ホワイトソックス傘下           |
| 二塁手       | 小園海斗                 | 広島東洋カープ                         |
| 三塁手       | マット・ショウ           | シカゴ・カブス傘下                     |
| 遊撃手       | ディディ・グレゴリウス   | ラグナ・ユニオン・コットンファーマーズ |
| 外野手       | チャンドラー・シンプソン | タンパベイ・レイズ傘下                 |
| 外野手       | 陳傑憲                   | 統一ライオンズ                         |
| 外野手       | 森下翔太                 | 阪神タイガース                         |
| 指名打者     | ライアン・ウォード       | ロサンゼルス・ドジャース傘下           |

## 第3回大会の主な出来事と問題点

### スーパーラウンドにおける予告先発の変更
11月23日の試合で、チャイニーズタイペイ代表が予告先発で発表していた林昱珉を、試合直前に陳柏清に変更したいと申し入れ、罰金2000ドルを支払ったうえでWBSCに了承された。これに対し日本代表側は「スポーツマンシップに反する」と抗議した上で、先発投手をチャイニーズタイペイ側と同じ左腕の早川隆久に変更した。曽豪駒監督は試合後の会見で「日本側に大変申し訳ない」と謝罪した後、午前中の試合でチャーニーズタイペイの決勝進出が決定した為、「今日の午前中に決まったこと（決勝進出）があって（変更が）決まった」と意図を語った。

### 台湾における社会現象と経済効果
主要国際大会においてのチャイニーズタイペイ代表の初優勝を祝し、台北で開催されたパレードには全長2kmの沿道を埋め尽くす約5万人のファンが集まり、台湾博物館で行われた代表チームをテーマとする特別展には開館以来最多の来場者が訪れるなど、この快挙には台湾全土で社会現象が巻き起こり、経済面でも顕著な波及効果をもたらした。コンビニ業界では、セブンイレブンやファミリーマートなどが優勝記念セールを実施し、飲食業界でもケンタッキーフライドチキン、ドミノ・ピザをはじめとする大手チェーンが相次いで割引セールを実施した。また、スターラックス航空は代表チームにビジネスクラスの往復航空券を贈呈し、新北メトロは2年間無料の乗車券を提供するなど、交通業界も祝賀ムードを盛り上げた。さらに、優勝記念グッズの販売も活発化し、特に交通系ICカード「悠遊カード」の限定デザインは26万枚以上の予約が入る大ヒットとなった。加えて、映画化計画の発表や、台湾の歴史的な野球映画「KANO」のリバイバル上映が行われるなど、エンタメ業界にも影響を与えた。